# Alfons Pellowski
Alfons Pellowski (ur. 25 lipca 1908 w Nowej Kiszewie na Kaszubach, zm. 3 listopada 1977 w Chojnicach) – polski muzyk, naukowiec, publicysta i pedagog. Ojciec Aldony Krasuckiej i Bożeny Pellowskiej-Chudobińskiej.

## Wykształcenie
Urodził się w rodzinie wielodzietnej (był piątym z siedmiorga rodzeństwa), w której kultywowano język i zwyczaje polskie, za co rodzina została wysiedlona. Osiedlili się w Starych Polaszkach koło Kościerzyny, gdzie w czasie I wojny światowej organizowali tajne nauczanie w zakresie języka polskiego, historii i geografii Polski. Starszy brat Alfonsa, Norbert, redagował konspiracyjne pismo „Orzeł Biały”. Pellowski uczęszczał do gimnazjum w Kościerzynie oraz w Wadowicach, gdzie zdał maturę i prowadził pierwsze chóry oraz zespoły instrumentalne. Następnie rozpoczął studia filozoficzne i teologiczne w Ołtarzewie koło Warszawy.
W 1931 Pellowski wyjechał do Limburga w Niemczech i tam specjalizował się w chorale gregoriańskim oraz etnomuzykologii. Pod kierunkiem profesora Nekesa prowadził m.in. badania dotyczące muzyki afrykańskiej. Wykształcenie muzyczne poszerzał pod kierunkiem Kazimerza Jurdzińskiego, a następnie w stołecznym Konserwatorium Muzycznym u Kazimierza Sikorskiego (teoria muzyki) oraz Bronisława Rutkowskiego (organy).

## Działalność naukowa i pedagogiczna
W trakcie II wojny światowej przebywał w Radomiu angażując się w tajną edukację (uczył polskiego, historii, języków obcych). Pracował jako organista. Walczył w powstaniu warszawskim. Po wojnie odbył studia w dziedzinie teorii muzyki w Państwowej Wyższej Szkole Muzycznej w Krakowie zajmując się jednocześnie pracą naukową i dyrygenturą chóru UJ. W 1950 przyjechał do Łodzi, gdzie pozostał do końca życia, podejmując pracę pedagoga w różnego rodzaju szkołach (Państwowej Średniej Szkole Muzycznej, Liceum Muzycznym, Wyższej Szkole Aktorskiej, Uniwersytecie Łódzkim) na kierunku muzycznym. W Łodzi rozpoczął wieloletnie badania naukowe nad dziejami miejscowej kultury muzycznej, które zostały zwieńczone w 1972 doktoratem na Uniwersytecie Łódzkim (mianowany został docentem Państwowej Wyższej Szkoły Muzycznej w Łodzi). Był autorem wielu prac naukowych, publicystycznych oraz popularyzatorskich. Jego Kultura muzyczna Łodzi do roku 1918 jest do dzisiaj jedynym wyczerpującym opracowaniem dotyczącym historii muzyki w Łodzi.
Udzielał się społecznie w: Stowarzyszeniu Polskich Artystów Muzyków, Ludowym Instytucie Muzycznym, Polskim Związku Chórów i Orkiestr, Łódzkim Towarzystwie Muzycznym. Kierował chórami Politechniki Łódzkiej i kościoła św. Ducha w Łodzi.

## Odznaczenia, nagrody i osiągnięcia
- I miejsce na Międzynarodowym Konkursie Kompozytorskim w Watykanie (1950)
- Złoty Krzyż Zasługi
- Indywidualna Nagroda Ministra Kultury i Sztuki.